# 卢比耶尔 (阿列日省)
卢比耶尔（法語：Loubières，法語發音：[lubjɛʁ]）是法国阿列日省的一个市镇，属于富瓦区。

## 地理
卢比耶尔（43°0'33"N, 1°36'0"E）面积2.9 平方千米，位于法国奧克西塔尼大區阿列日省，该省份为法国西南部内陆省份，西部和北部与上加龙省接壤，东临奥德省，东南至东比利牛斯省接壤，南与安道尔和西班牙接壤。
与卢比耶尔接壤的市镇（或旧市镇、城区）包括：博卢、克朗帕尼亚、韦尔纳茹勒。

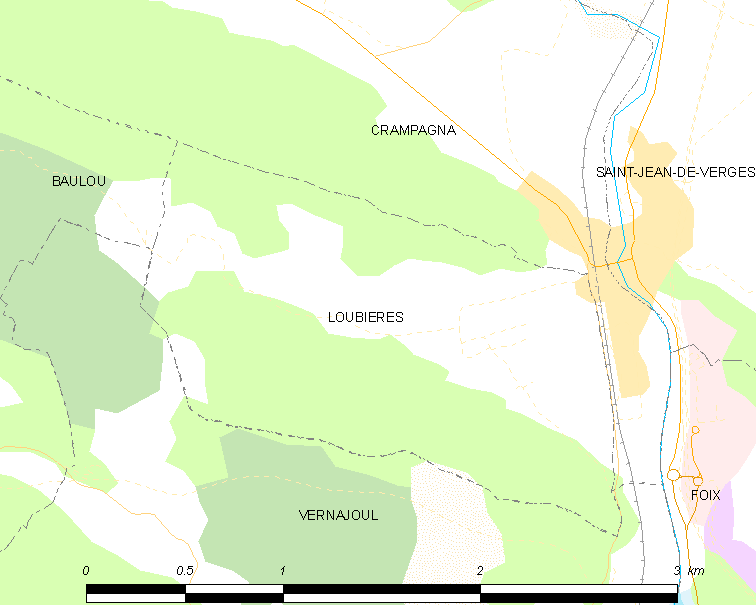
的OSM定位图

卢比耶尔的时区为UTC+01:00、UTC+02:00（夏令时）。

## 行政
卢比耶尔的邮政编码为09000，INSEE市镇编码为09174。

## 政治
卢比耶尔所属的省级选区为阿列日河谷县。

## 人口

1962-2008年间人口变化图示

卢比耶尔于2022年1月1日时的人口数量为359人。